# Белореченская улица (Екатеринбург)
Белоре́ченская у́лица — улица в жилом районе «Юго-Западный» Верх-Исетского административного района города Екатеринбурга

## Происхождение названия
Белореченская улица берет своё название от города Белореченск

## Расположение и благоустройство
Улица проходит с северо-востока на юго-запад между улицами Серафимы Дерябиной и Ясной, начинается от улицы Гурзуфской, заканчивается у Т-образного перекрёстка с Волгоградской улицей. Пересекается с улицами Посадской и Шаумяна. Общая протяжённость — около 1700 метров. Нумерация домов начинается от улицы Гурзуфской (дома № 2 — 36/2, 1-а — 29).

## История и архитектура
В начале XIX века на месте начала нынешней улицы находилось Камышенское болото, позже велись разработки торфа на т. н. «Московском торфянике», на остальной части улицы рос сосновый лес (часть леса сохранилось во дворах кварталов и ныне).

сентябрь 2021

В 1957 построены первые 2-этажные дома (№ 3 и 5), В 1961-62 началось массовое крупнопанельное домостроение, вплоть до 1967 построены десятки жилых 5-этажных панельных домов в «хрущевском» стиле. Кварталы между улицами Посадской и Шаумяна застроены в 1965 — 68. В 1967 — 68 — кварталы между улицами Шаумяна и Волгоградской, сдана школа № 57.

5 марта 1970 состоялось открытие первого кинотеатра в районе — «Буревестник». Затем возведены 9-этажные кирпичные (№ 16, 18, 24/3, 24/4, 32, все — 1969, № 30, с почтой, 1971) и панельные дома (№ 34/2, 1969, один из первых такой серии в городе, № 23/5 и 29, 1970, № 6 и 8, 1972), в 1980 — 12-этажный дом № 23/4. Затем строятся 9-этажные кирпичные дома индивидуальной планировки, придавшие улице разнообразие (№ 26, 1983, с поликлиникой, № 10 и 18-а, 1984, № 7 — 1984-86). С 1967 по улице курсируют автобусы маршрута № 21, с 1969 — 18, с 1971 — 41, с 1973 — 43. К 250-летию города, 18 ноября 1973 открыта трамвайная линия.
В 2000-е рядом с кинотеатром «Буревестник» возник ТРЦ «Буревестник». Кинотеатр «Буревестник» был снесен в 2008 году, на его месте был построен ТЦ Гудмарт. Несмотря на протесты жителей и решение суда построен 25-этажный жилой дом, значительно сокративший сквер на углу с ул. Шаумяна. В 2011 вырублен ещё один сквер для соединения улицы с ул. Радищева.

### Наземный общественный транспорт
Улица является важной городской транспортной магистралью. По улице осуществляется автобусное (маршруты 18, 21 от Волгоградской до Посадской и 43 от Волгоградской до Шаумяна) и трамвайное (маршруты 1, 26 (в оба направления), 3 (в сторону Гурзуфской) и 21 (в сторону Волгоградской)) движение, ходят маршрутные такси.